# Oecobius formosensis
Oecobius formosensis är en spindelart som först beskrevs av Kishida 1943.  Oecobius formosensis ingår i släktet Oecobius och familjen Oecobiidae.
Artens utbredningsområde är Taiwan. Inga underarter finns listade i Catalogue of Life.